# Gonomyia poliocephala
Gonomyia poliocephala är en tvåvingeart som beskrevs av Alexander 1924. Gonomyia poliocephala ingår i släktet Gonomyia och familjen småharkrankar. Inga underarter finns listade i Catalogue of Life.